# Mass media in Umbria
In Umbria sono presenti vari mass media. Alcuni sono a carattere prevalentemente locale (regionale, provinciale o cittadino), mentre altri, pur essendo a diffusione nazionale, includono redazioni che si occupano esclusivamente della realtà umbra.

## Quotidiani
I principali quotidiani editi in Umbria sono, o sono stati:
- Corriere dell'Umbria

È il quotidiano leader della regione: il più venduto, il più diffuso e più letto secondo i rilevamenti ufficiali Audipress e Ads Stampa. È edito a Perugia con tre edizioni locali (Perugia, Foligno-Spoleto e Terni) e con numerose pagine dedicate alla vita dell'intera regione, in edicola dal 18 maggio 1983. Ha una diffusione (tra Toscana, Umbria e Lazio) di circa 40 000 copie (420.000 i lettori per giorno medio secondo l'indagine Audipress/I 2007), facendo parte di un network d'informazione locale che conta altre quattro testate nel Centro Italia (Corriere di Siena, Corriere di Viterbo, Corriere di Arezzo e Corriere di Rieti – in passato vi sono state anche il Corriere di Maremma e il  Corriere della Sabina); l'informazione nazionale è garantita, per tutte le testate, dal fascicolo del Corriere Nazionale.
- il Giornale dell'Umbria

È stato un quotidiano italiano edito a Perugia. Per quanto riguarda il nome, si tratta della testata più antica dell'Umbria, risalente al 1819 e più volte rifondata; l'ultima edizione del quotidiano risale al 1997. Era formato da una redazione centrale a Perugia e sedi periferiche a Terni, Foligno, Città di Castello e Gubbio. È stato spesso, grazie alle sue inchieste, alla ribalta nazionale. Dal dicembre del 2011 si era dotato di un sito web, mentre dal gennaio del 2012 usciva a colori e in formato europeo. Venduto insieme al Sole 24 ORE, il quotidiano interrompeva le pubblicazione nel 2016 causa messo in liquidazione.
Esistono poi le versioni dedicate all'Umbria di due quotidiani nazionali:
- La Nazione

Il quotidiano fiorentino di stampo moderato-conservatore, in Umbria è il secondo quotidiano per diffusione. Attualmente il responsabile di tale edizione è Luciano Salvatore. Vanta una cronaca capillare da tutta la regione.
- Il Messaggero

Il principale quotidiano di Roma ha dedicato fin dal 1878, anno di fondazione, uno spazio dedicato all'Umbria. Il caposervizio responsabile della redazione di Perugia è Marco Brunacci. Venduto in tutta la regione in un'unica edizione, vanta la maggiore diffusione a Terni e provincia.

## Settimanali
- La Voce

Dal 1953 rappresenta "la voce" delle diocesi dell'Umbria. La redazione centrale ha sede a Perugia (in piazza IV Novembre) con redazioni distaccate a Terni, Spoleto, Città di Castello, Assisi, Orvieto e Gubbio.
- Gazzetta di Foligno

È un settimanale cattolico d'informazione politica, religiosa e culturale. Il primo numero uscì il 2 gennaio 1886. L'editore è la Fondazione San Domenico da Foligno.

## Periodici
- L'altrapagina - Città di Castello (mensile)
- Il Trasimeno - Magione (trimestrale)
- Spoleto's' - Spoleto (mensile)

## Radio

### Provincia di Perugia
- Radio Subasio - Assisi
- Radio Suby - Assisi
- Radio Tiferno Uno - Città di Castello. Radio storica dell'Altotevere, trasmette dal 1976.
- Radio Glox - Perugia

Si tratta dell'emittente comunitaria cattolica per la regione Umbria. Fa parte del Circuito InBlu. Trasmette notiziari nazionali (ogni ora) e regionali; il programma di punta è 1200 secondi con... a cura della testata giornalistica, in onda tutti i giorni alle 17.30, nel quale vengono approfonditi argomenti sia a carattere locale, che nazionale e internazionale, con interviste a tutto campo. È la radio ufficiale del Perugia, del quale trasmette in diretta esclusiva tutte le partite. Dal 2007 è anche la radio ufficiale del Perugia Volley, trasmettendo in diretta esclusiva tutte le gare di pallavolo. Dal 6 aprile 2024 cambia nome in Radio Glox
- Lattemiele - Perugia
- Radio Aut - Todi
- Radio Comunità Cristiana - Umbertide
- MAX RADIO - Perugia
- Radio Gente Umbra - Foligno
- Radio Luce - Perugia, Terni, Cascia e Norcia. Radio del Centro Evangelico Battista di Sant'Andrea delle Fratt, fondata nel 1981 dal pastore Fred Whitman. Trasmette 24 ore su 24, senza interruzioni pubblicitarie, tramite studi, approfondimenti e musica contemporanea di ispirazione cristiana.
- Radio Onda Libera - Umbertide
- Radio Tadino - Gualdo Tadino
- Radio Delta - Umbertide

### Provincia di Terni
- Radio Hit FM - Orte
- Tele Radio Orte - Orte
- Radio Galileo - Terni
- Radio Incontro - Terni
- Radio T.N.A. - Terni
- Radio Umbria Viva - Amelia

## Televisioni nazionali
- Rai: la sede regionale dell'emittente di Stato si trova a Perugia, in via Masi.

## Agenzie
- ANSA: la sede della redazione umbra si trova a Perugia, in piazza Danti. Il responsabile di sede e caposervizio è Enzo Ferrini.
- Agenzia Umbria Notizie: è l'ufficio stampa della Giunta regionale dell'Umbria; la sede si trova a Palazzo Donini, in corso Vannucci a Perugia, e il Direttore responsabile è Lucio Biagioni.
- Agenzia Akropolis: la sede si trova a Castiglione del Lago in via Buozzi, e il Direttore responsabile è Gabriele Olivo.
- Agenzia Avi News: la sede si trova a Perugia in via della Stella, e il Direttore responsabile è Angela Rotini.